# معركة مورغارتن
مَعْرَكة مورغَارتِنْ، دَارَتْ رَحَاها يَوم 15 نَوفَمبر 1315، عِندما نَصب رِجال شفيتس، بدعم من حلفائهم من أوري وأونترفالدن أو ما يُعرف بأتحاد الغَابات الثلاثة، كمينًا لجَيش آل هابسبورغ تحتَ قيادة الدوق ليوبولد الأول على شواطئ بُحيرة أوجيري، في إقليم شويز. تم هزيمة جيش هابسبورغ وقتل وأغرقَ العَديد من قواتهم، عزز الانتصار السويسري من اتحاد الغَابات الثلاثة، التي شَكلت جَوهر الكونفدرالية السويسرية.

## خلفية
قُرب نهاية القرن الثالث عشر، طمعَ آل هابسبورغ في المنطقة المحيطة بممر جوتهارد، كونها تُشَكل أقصر ممر عبور إلى إيطاليا. ومع ذلك، فإن اتحادات أوري وشفيتس وأونترفالدن، التي كانت قد أضافت الطابع الرسمي على الكونفدرالية السويسرية في عام 1291، عقدت رسائل الحرية الإمبراطورية من أباطرة هابسبورغ السابقين لمنحهم استقلالًا محليًا داخل الإمبراطورية. في عام 1314 تصاعدت التوترات بين آل هابسبورغ والكونفدرالية عندما طالب كل من دوق بافاريا لويس الرابع (الذي أصبح لويس الرابع، الإمبراطور الروماني المقدس) وفريدريك الوسيم، أمير هابسبورغ، بتاج الإمبراطور الروماني المقدس.
دعم الكونفدراليون لويس الرابع خُفاُ منهم بأن تقوم هابسبورغ بضم أراضيهم. اندلعت الحرب بعد أن داهمت كونفدرالية شفيتس دير اينسيديلن المَوجود تَحته حماية آل هابسبورغ. اندلع الصراع مع اينسيديلن بعد انتقال المستوطنين من شفيتس إلى أجزاء غير مستخدمة من الأراضي التي يطالب بها اينسيديلن. طهر المستوطنون الغابة البدائية وأقاموا المزارع أو المراعي. أدى ذلك إلى قيام رئيس دير اينسيديلن بتقديم شكوى إلى أسقف كونستانس، والذي أقامَ الحرمان الكنسي على شفيتس. انتقامًا لهذا، قام رجال شفيتس بقيادة فيرنر ستوفاخر بمداهمة دير اينسيديلن ليلة 6 يناير 1314. نهبوا الدير، ودنسوا كنيسة الدير، وأخذوا العديد من الرهبان كرهائن. تمكن رئيس الدير من الفرار إلى فافيكون، ومن هناك قام بتنبيه الأسقف. قام الأسقف الآن بمد الحرمان الكنسي لأوري وأونترفالدن وكذلك شفيتس. 

## المَعركة

### القوات
قاد شقيق فريدريك، دوق هابسبورغ النمساوي ليوبولد الأول، جيشًا كبيرًا لسحق الكونفدراليات المتمردة. يضع سجل تامؤرخ يوهانس فون فينترتور للمعركة عدد قوات هابسبورغ في 20000 جُندي، على الرغم من أن هذا الرقم من المحتمل أن يكون مبالغة. ذكر رواية القرن التاسع عشر للمؤرخ رودولف هانهارت أن هناك 9000 رجل في جيش هابسبورغ،  بينما ذكر المؤرخ هانز ديلبروك في عام 1907 أن جيش هابسبورغ يتألف من 2000 إلى 3000 رجل فقط وأن هؤلاء كانوا مدربين جيدًا ومجهزين بشكل أساسي كخَيالة. تم قبول تقدير ديلبروك من قبل المؤرخ كيلي ديفريز. 
تم دعم اتحادات شفيتس من قبل اتحادات أوري وأونترفالدن. حجم القوة الكونفدرالية غير معروف، مع تقديرات تتراوح من 1500 إلى حوالي 3000-4000.  بغض النظر عن الاعتبارات العددية، كان التناقض الرئيسي بين القوتين هو أن جيشًا من القرون الوسطى مجهزًا جيدًا ومدربًا كان يقابل مليشيا مرتجلة من المزارعين والرعاة.

### التَخطيط
وفقًا للسجلات السويسرية للقرن الخامس عشر، ناقش ليوبولد عند وصوله إلى بحيرة أوجيري مع نبلائه أفضل طريقة لغزو شفيتس، مع وجود عدة طرق محتملة قيد الدراسة. بعد اتخاذ القرار باتباع النهج المباشر، بالسير إلى مدينة ساتيل من الشمال، قيل إن ليوبولد طلب رأيه من أحمَقه، كوني فون ستوكين، عبر الأحمق عن مخاوفه بسُخرية قائلاً «لقد ناقشتم جميعًا كيفية الوصول إلى تلك الأرض، لكن لم يتداول أحد منكم كيف سَتَخرجون منها».
من أجل إخفاء نواياه في الهجوم من الشمال، أرسل ليوبولد عددًا من المفارز الأصغر من أجل إنشاء عمليات تَمويه. تم إرسال أحد هذه المفارز إلى آرث، مهاجمًا من الشمال الغربي، وواحد إلى انتلبنج لمُهاجمة أونترفالدن من الشمال، وواحد إلى لوسرن لمُهاجمة شفيتس من الغرب عبر بحيرة بحيرة لوسيرن، وواحد تحت قيادة الكونت أوتو فون ستراسبيرغ تم إرساله عبر ممر برونيغ إلى أوبوالدن. عندما وصلت أخبار هزيمة هابسبورغ في مورغارتن إلى فون ستراسبيرغ، قرر العودة إلى الوراء. وبحسب ما ورد أصيب أثناء الانسحاب وتوفي متأثراً بجراحه بعد فترة وجيزة.
وفقًا لتاريخ كونراد جوستينجر، المكتوب عام 1430، تم تحذير سكان شفيتس من قبل جيرانهم، أمراء هاينبرغ. يُقال إن التحذير قد تم تسليمه بواسطة اطلاق سهام ملفوفة بمخطوطات تَحمل الرسالة المكتوبة «احذر بالقرب من مورغارتن»، مما يشير إلى المسار الذي اختاره ليوبولد لدخول شفيتس.

### القتال

هجوم السويسريون على الخَيالة النمساويين ، بريشة مارتن ديستيلي.

عند تلقوا هذا التحذير، سارع رجال شفيتس، بدعم من 600 رجل من أوري وأونترفالدن، إلى مدينة ساتيل لاعتراض العدو. بين بحيرة أجيري وساتيل، حيث يوجد ممر صغير بين منحدر حاد ومستنقع، أعدوا كمينًا. كان من الممكن أن يتمدد الجيش المسير في طابور يبلغ طوله حوالي كيلومترين على طول الطريق عندما واجهت الطليعة حاجزًا على الطريق بالقرب من شافستيتن. هاجم الكونفدراليون العمود، مخيفين الخيول برمي الحجارة من أعلى ومهاجمة الخَيالة الذين يمتطون الخيول بالمطارد.
قيل إن نحو 1500 رجل قتلوا في الهجوم؛ وفقًا لجوهانس فون فينترتور (مؤرخ من عام 1340)، فإن هذا الرقم لا يشمل أولئك الذين غرقوا في البحيرة. [6] وفقا لكارل فون إلغر، فإن الكونفدرالية، غير المعتادين على عادات المعارك بين الخَيالة، قاموا بذبح القوات المنسحبة بوحشية وكل شخص غير قادر على الفرار. وقد سجل أن بعض المشاة فضلوا إغراق أنفسهم في البحيرة بدلاً من مواجهة وحشية السويسريين. عندما وصلت أخبار هزيمة هابسبورغ في مورغارتن إلى الكونت أوتو فون ستراسبيرغ، قرر العودة إلى الوراء، وبحسب ما ورد أصيب أثناء الانسحاب وتوفي متأثراً بجراحه بعد فترة وجيزة. تشير الإشارات المبكرة للمعركة، في سجلات القرن الرابع عشر، إلى أنها حدثت في أرض شفيتس، تم تسجيل اسم مورغارتن بواسطة المؤرخة كونراد جوستينجر في سياق التحذير المكتوب المرفق بالسهام.

### أستخدام المطرد

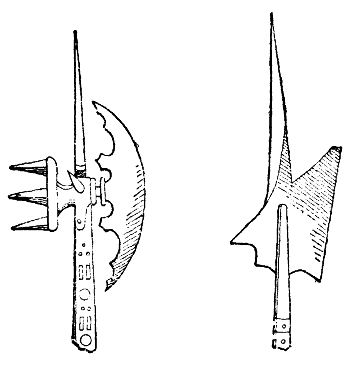
مطارد سويسرية من القرن الخامس عشر.

هناك بعض الأدلة التي تشير إلى أن هجوم السويسريون في مَعْرَكة مورغَارتِنْ تضمن أول استخدام مسجل لسلاح المطارد ضد الخَيالة، وهو السلاح الذي سيصبح رمزًا من رموز الكونفدرالية السويسرية. يستخدم المؤرخ ماتياس من نوينبورغ في الكتابة باللاتينية حوالي عام 1350 مصطلح "jesa" لوصف نوع من الرماح يستخدمه الكونفدرالية. تم تفسير هذا على أنه يشير إلى شكل مبكر من سلاح المطرد. المؤرخ كونراد جوستينجر، يكتب باللغة الألمانية في 1430، يستشهد باستخدام السويسريون للهالبيرد بصورة صريحة: «حمل السويسريون في أيديهم بعض أسلحة القتل الأكثر فظاعة، والمعروفة باللغة العامية باسم» الهالبيرد«، والتي تم بواسطتها قطع أفضل الخَيالة النمساويين المسلحين كما لو كانوا يحملون شفرة حلاقة، وتم اَقطيعهم إلى قطعǃ لم تكن هذه» معركة«، ولكن للأسباب المذكورة، إذا جاز التعبير، مجرد مَذبحَ لرجال الدوق ليوبولد من قبل سكان الجبال، كما لو كانوا قطيعاُ قيدَ للذَبح».

في تقييم الكاتب جون جيلمارتين، كتب في موسوعة بريتانيكا (2015، «التكنولوجيا العسكرية»، قسم «ثورة المشاة، حوالي 1200-1500»):
«تم التَوصُل إلى اكتشاف مهم ودائم من قبل السويسريين في هذه المَعركة. علموا أن رجلاً غير مُدرع يَمسك مطرد طوله 200 سم يمكنه فَصل خَيال مُدرع عَن حصانه. وإظهروا قدرة مذهلة على التكيف، بحيث استبدلوا مطاردهم برماح طولها 5.5 متر ذات رأس خارقة صغير. لم تَعُد تَستَطيع رماح الخَيالة الوصول أليهم، وأظهرت تماسكًا أكبر بكثير من الرماح الأخرى، وسرعان ما أظهر السويسريون أنهم يمكن أن يهزم الخَيالة المُدَرعه، سواء ركبوا أو ترجّلوا. مع إنشاء التشكيل التكتيكي» مربع الرماح«، قدم السويسريون نموذجًا لفوج المشاة الحديث».

## ما بَعدَ الواقعة

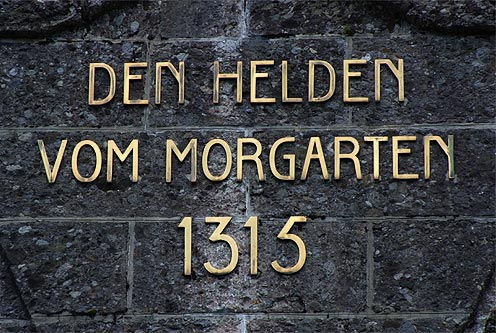
النصب التذكاري لمَعْرَكة مورغَارتِنْ في أوبرآجيري، سويسرا.

في غضون شهر من المعركة، في ديسمبر 1315، جدد أعضاء الكونفدرالية قسم التحالف الذي تم في عام 1291، وبدأ فترة من النمو داخل الكونفدرالية.  في مارس 1316، أكد الإمبراطور لويس الرابع حقوق وامتيازات مقاطعات الغابة. ومع ذلك، أعد ليوبولد هجومًا آخر ضد الكونفدرالية. ردا على ذلك، هاجمت شفيتس بعض أراضي هابسبورغ وزحفت أونترفالدن إلى بيرنيز أوبرلاند. لم يكن أي من الجانبين قادرًا على الانتصار على الآخر، وفي عام 1318 تفاوضت مقاطعات الغابة المعزولة على هدنة لمدة عشرة أشهر مع آل هابسبورغ، والتي تم تمديدها عدة مرات. بحلول عام 1323، أقامت مقاطعة فورست تحالفات مع برن، ووقعت شفيتس تحالفًا مع جلاروس للحماية من هابسبورغ. في غضون 40 عامًا، انضمت أيضًا مدن مثل لوسيرن وزوغ وزيورخ إلى الكونفدرالية. منحهم انتصار الكونفدرالية حكمًا ذاتيًا افتراضيًا، ولبعض الوقت سلامًا مع آل هابسبورغ استمرَ حتى معركة سيمباخ في عام 1386.

## المَراجع
1. 1 2 3  Battle of Morgarten بالألمانية وبالفرنسية وبالإيطالية من قاموس سويسرا التاريخي على الإنترنت.
2. ↑  Oechsli، Wilhelm (1891). Die Anfänge der Schweizerischen Eidgenossenschaft: zur sechsten Säkularfeirer des ersten ewigen Bundes vom 1. August 1291, verfasst im Auftrag des schweizerischen Bundesrates. ص. 348. مؤرشف من الأصل في 2023-07-02.
3. ↑  Hanhart، Rudolf (1829). Erzählungen aus der Schweizer-Geschichte nach den Chroniken, Volume 2. ص. 59. مؤرشف من الأصل في 2023-07-02.
4. 1 2  Delbrück، Hans. Geschichte der Kriegskunst im Rahmen der politischen Geschichte, Volume 3. ص. 572–3. مؤرشف من الأصل في 2020-07-27.
5. ↑  DeVries 1996، صفحة 188.
6. ↑  Von Elgger, Karl (1868). Die Kämpfe am Morgarten in den Jahren 1315 und 1798: Festschrift für die Jahresversammlung der schweiz. Officiersgesellschaft in Zug im August 1868. ص. 10–11. مؤرشف من الأصل في 2020-07-27.
7. ↑  ortsnamen.ch نسخة محفوظة 2020-11-26 على موقع واي باك مشين.
8. ↑  Es hatten auch in der schwizer in den händen gewisse überaus furchtbare mordwaffen, die in jener volkssprache auch helnbarten genannt werden, mit denen sie die stärkst bewaffneten gegner wie mit einem schermesser zerteilten und in stücke hieben. da war nicht eine schlacht, sondern wegen der angeführten ursachen sozusagen nur ein schlachten des volkes herzogs Lüpolds durch jene bergleute, wie einer zur schlachtbank geführten herde cited after Oechsli, Quellenbuch zur Schweizergeschichte (1918), 61–63.
9. ↑  Guilmartin Jr.، John F. (2015)، "Military technology § The infantry revolution, c. 1200–1500"، Encyclopaedia Britannica، مؤرشف من الأصل في 2021-10-30
10. ↑  Paul E. Martin, "The Swiss Confederation in the Middle Ages," in J.R. Tanner, ed., The Cambridge Medieval History (19320 volume 7 Chapter 7